# Tomás González Hernández
Tomás González Hernández , o Tomás González según firmaba en todas sus obras, fue un canónigo, catedrático, archivero y escritor, comisionado por el rey Fernando VII para reodenar el Archivo General de Simancas, desordenado tras la ocupación francesa. Además de llevar a cabo esa misión, recopiló varias series documentales importantes, algunas de las cuales publicó y otras quedaron inéditas. Una de las más importantes fue el Censo de Población de las provincias y partidos de la Corona de Castilla en el siglo XVI. También fue muy importante su contribución a la historia de la minería en España con su obra Registro y relación general de minas de la Corona de Castilla.

## Biografía
Tomás González nació el 7 de marzo de 1780 en Monforte de la Sierra, Salamanca (España). Fue canónigo de la catedral de Plasencia,  catedrático de Retórica de la Universidad de Salamanca, juez auditor del Tribunal de la Rota y miembro del Consejo de Su Majestad. Fue nombrado académico correspondiente de la Real Academia de la Historia el 16 de junio de 1815 y académico de honor de la Real Academia de Bellas Artes de Valladolid el 13 de noviembre de 1821. Murió en Madrid el 16 de marzo de 1833, mientras ocupaba el puesto de ministro del Tribunal de la Rota.

## Publicaciones
Su trabajo reordenando el Archivo de Simancas le permitió reunir información para llevar a cabo varias publicaciones  de tipo histórico y geográfico. Entre ellas pueden destacarse.
- Censo de población de las provincias y partidos de la Corona de Castilla en el siglo XVI, con varios apéndices para completar la del resto de la Península en el mismo siglo. 1829, en la Imprenta Real.
- Colección de cédulas, cartas-patentes, provisiones, reales órdenes y otros documentos concernientes á las Provincias Vascongadas copiados de orden de S.M. de los registros, minutas y escrituras existentes en el Real Archivo de Simancas, y en los de las secretarias de Estado y del despacho y otras oficinas de la Corte. 6 volúmenes, publicados entre 1829 y 1833, en la Imprenta Real.

## Obras sobre minería
La pérdida de las colonias americanas hizo que la Corona intentara buscar en la España peninsular las fuentes de suministros de metales, especialmente oro y plata, con las que ya no contaba en Ultramar. Por ello, entre otras iniciativas, Fernando VII, a través del ministro del ramo Luis López Ballesteros encargó a Tomás González por real orden de 27 de marzo de 1830 la recopilación de los documentos existentes en el Archivo de Simancas sobre las minas de la Corona de Castilla. El resultado fue la preparación y publicación de dos obrasː

###### Noticia histórica documentada de las célebres minas de Guadalcanal, desde su descubrimiento en el año de 1555 hasta que dejaron de labrarse por cuenta de la Real Hacienda.
Publicada por Miguel de Burgos. Tomo I: Cuatro hojas + XII + 600 páginas. Tomo II: 725 páginas.El nombre del autor no aparece en la portada, sino en al dedicatoria
Las minas de Guadalcanal, en la provincia de Sevilla, , fueron descubiertas en agosto de 1555 por Martín Delgado y por Gonzalo Delgado. Dado que enseguida se reconoció que eran minas muy ricas (precisamente recibieron el nombre  de Pozo Rico), fueron objeto de distintos pleitos entre descubridores, casas nobiliarias de la zona y poseedores de mercedes de minas, hasta que la Corona las intervino en octubre de 1555, y finalmente se las apropió.

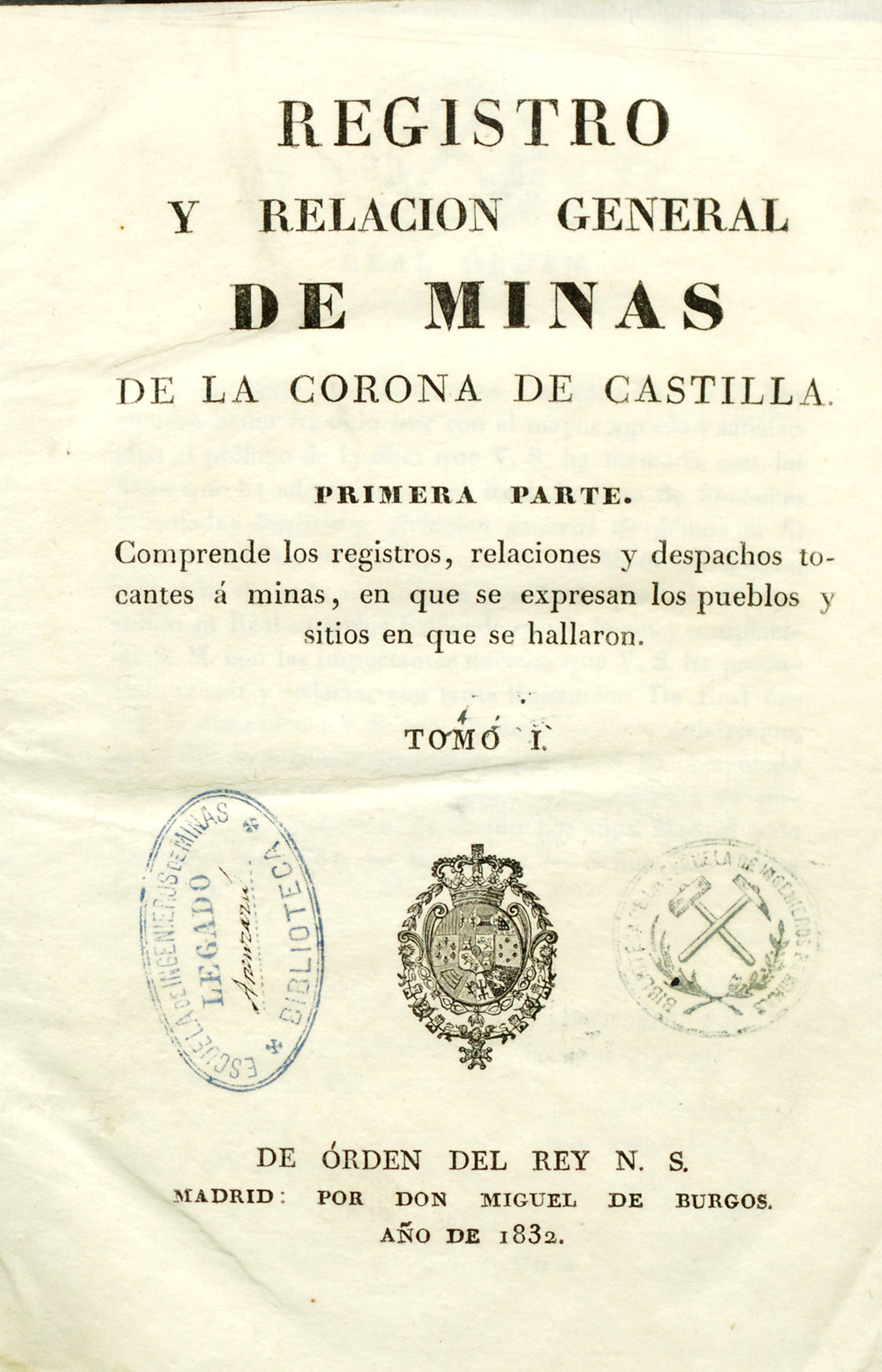
Portada del tomo I de Registro y relación general de minas de la Corona de Castilla

         En este libro se reúnen  orden cronológico de todos los documentos oficiales sobre estas minas, antes y después de su descubrimiento, aunque por falta de método en su elaboración no se puede considerar una historia en sentido estricto. El primer volumen incluye los documentos fechados entre 1555 y 1558. El segundo tomo abarca en principio desde 1559 hasta 1576, año en el que las minas dejaron de pertenecer a la Corona, más algunos documentos posteriores.También se reproducen en el libro algunos documentos sobre otras minas que se descubrieron en Huelva en esa época, especialmente sobre las de Cazalla de la Sierra, Galaroza, Aracena y Riotinto.

###### Registro y relación general de minas de la Corona de Castilla
Publicada por Miguel de Burgos. Tomo I: Tres hojas + XVIII páginas + 718 páginas + una hoja. Tomo II: Dos hojas + 433 páginas. El nombre del autor no aparece en la portada, sino en al dedicatoria.
El Tomo I incluye las referencias a minas existentes en el Archivo de Simancas desde principios del siglo XIV hasta 1718, en que la competencia pasa a la Real Junta de Minas, aunque los documentos anteriores a 1559, año en el que liberalizó oficialmente la explotación de minas en España son escasos. En total, se hace referencia a unas setecientas localidades. El  Tomo II, incluye datos sobre minas en las que no está clara su localización, hallazgos de tesopros y privilegios sobre invenciones. También se reproducen tres antiguos tratados que no habían sido publicados previamente, y cuyos manuscritos se conservaban en Simancasː Beneficio común, o directorio de beneficiadores, de Fernando Montesinos, Arte general, en que se descubren los medios mas eficaces para el beneficio de los metales de plata por azogues, de Miguel de Rojas y De la generación de los metales, y sus compuestos" , de Juan Ramos de Valdárrago.